# Cotysoides albipalpulus
Cotysoides albipalpulus är en insektsart som beskrevs av Zheng, Z. och G. Jiang 2003. Cotysoides albipalpulus ingår i släktet Cotysoides och familjen torngräshoppor. Inga underarter finns listade i Catalogue of Life.